# اسکای لیک (فلوریدا)
اسکای لیک (به انگلیسی: Sky Lake) یک منطقهٔ مسکونی در ایالات متحده آمریکا است که در شهرستان اورنج، فلوریدا واقع شده‌است. اسکای لیک ۳٫۳ کیلومتر مربع مساحت و ۶٬۱۵۳ نفر جمعیت دارد و ۳۰ متر بالاتر از سطح دریا قرار دارد.